# ایستن (کنتیکت)
ایستن، کنتیکت (به انگلیسی: Easton, Connecticut) یک شهرک در ایالات متحده آمریکا است که در کنتیکت واقع شده‌است.

## خصوصیات
ایستن ۷۴٫۱ کیلومترمربع مساحت و ۷٬۴۹۰ نفر جمعیت دارد و ۹۲ متر بالاتر از سطح دریا واقع شده‌است.